# آب‌انبار جول‌آباد هرند
آب‌انبار جول آباد هرند مربوط به دوره قاجار است و در شهر هرند، چهار راه شهید امینی، خیابان امامزاده اسحاق واقع شده و این اثر در تاریخ ۲۲ مرداد ۱۳۸۴ با شمارهٔ ثبت ۱۲۹۹۹ به‌عنوان یکی از آثار ملی ایران به ثبت رسیده است.